# Bindschedlers Grün
Bindschedlers Grün ist ein grüner Farbstoff aus der Gruppe der Indamine. Er wird durch Kondensation von N,N-Dimethylanilin mit 4-Nitroso-N,N-dimethylanilin oder durch oxidative Kupplung von N,N-Dimethylanilin mit 4-Amino-N,N-dimethylanilin mit Natriumdichromat als Oxidationsmittel hergestellt und trägt den Namen seines Entdeckers Robert Bindschedler.
Bindschedlers Grün kann zur quantitativen Bestimmung von Schwefelwasserstoff verwendet werden, da es mit diesem vollständig zu Methylenblau reagiert, das photometrisch bei 680 nm erfasst werden kann. 
Das Absorptionsmaximum von Bindschedlers Grün liegt bei 727 nm.
Durch Modifikationen lässt sich diese Absorptionsbande weiter in den längerwelligen Bereich verschieben. So absorbieren verschiedene Indaminfarbstoffe mit einem vom Bindschedlers Grün abgeleiteten Grundgerüst im nahen Infrarot-Bereich (NIR).
Auf der Basis von Bindschedlers Grün wurden verschiedene Assays entwickelt, beispielsweise ein Zytotoxizitäts-Assay.
Auch zur Messung der Aktivität von Dehydrogenase kann die Verbindung verwendet werden.